# Haintal (Itter)
Der Bach aus dem Haintal ist ein etwa 4½ Kilometer langer, nördlicher und orographisch rechter Zufluss der  Itter im südhessischen Odenwaldkreis.

## Geographie

### Verlauf
Der Bach aus dem Haintal entspringt auf einer Höhe von etwa 425 m ü. NHN etwa einen Kilometer westlich des Oberzenter Stadtteils Schöllenbach und östlich des Aspenrück in einem Mischwald.

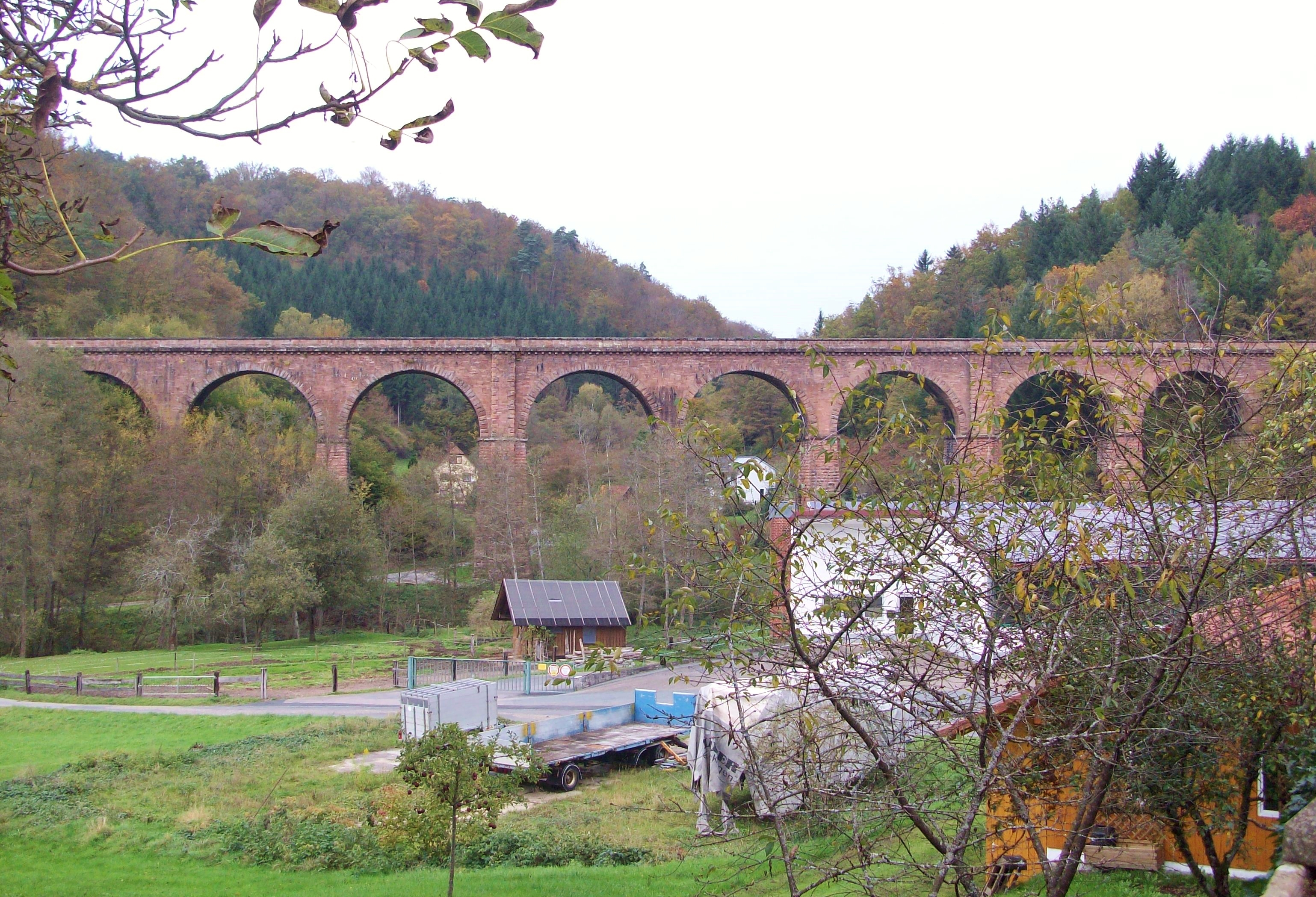
Das Haintalviadukt

Er fließt zunächst knapp einen Kilometer in südsüdwestlicher Richtung, wechselt dann nach Südsüdosten und läuft dann durch das gleichnamige Tal am östlichen Fuße des 511,3 m ü. NHN hohen Breitehaupts entlang. Westlich des zu Oberzent gehörenden Einzelhofs Hohberg wird der Bach durch den Kandelbrunnen gestärkt.
Der Bach aus dem Haintal unterquert noch das Haintalviadukt  der Odenwaldbahn und mündet schließlich nördlich gegenüber dem  Eberbacher Stadtteil Friedrichsdorf (Oberdorf) direkt an der Grenze von Hessen zu Baden-Württemberg auf einer Höhe von ungefähr 218 m ü. NHN von rechts in den aus dem Nordosten heranziehenden Itterbach.
Der 4,5 km lange Lauf des Bachs aus dem Haintal endet ungefähr 207 Höhenmeter unterhalb seiner Quelle, er hat somit ein mittleres Sohlgefälle von etwa 46 ‰.

### Einzugsgebiet
Das 6,416 km² große Einzugsgebiet des Bachs aus dem Haintal liegt im Sandsteinodenwald und wird durch ihn über die Itter, den Neckar und den Rhein zur Nordsee entwässert.
Es grenzt
- im Osten an das Einzugsgebiet des Itterbachs,
- im Westen an das des Bachs aus dem Rindengrund, der in die Itter mündet und
- im Norden an das des Schöllenbachs, der in den Itterbach mündet.

Das Einzugsgebiet ist fast vollständig bewaldet. Die höchste Erhebung ist der Kohlebuckel mit einer Höhe von 522 m ü. NHN im Nordwesten des Einzugsgebiets.

## Natur und Umwelt
Der Bach aus dem Haintal verläuft durch das SG Vogelschutzgebiet Südlicher Odenwald.